# (2371) Dimitrov
(2371) Dimitrov (1975 VR3; 1952 UG1; 1952 UQ1; 1954 EY; 1967 RV; 1978 NK2; 1981 GU; A920 EA) ist ein ungefähr sieben Kilometer großer Asteroid des inneren Hauptgürtels, der am 2. November 1975 von der russischen (damals: Sowjetunion) Astronomin Tamara Michailowna Smirnowa am Krim-Observatorium (Zweigstelle Nautschnyj) auf der Halbinsel Krim (IAU-Code 095) entdeckt wurde.

## Benennung
(2371) Dimitrov wurde nach dem bulgarischen Politiker Georgi Dimitroff (1882–1949) benannt. Er war Gründer der Bulgarian Patriotic Front, Vorsitzender der Bulgarischen Kommunistischen Partei und erster Ministerpräsident der Volksrepublik Bulgarien.